# Florencia (Caquetá)
Pour les articles homonymes, voir Florencia.
Florencia est une ville du sud de la Colombie, chef-lieu du département de Caquetá.

## Géographie

### Localisation
Florencia se situe à 560 m d'altitude au pied de la cordillère Orientale dans les Andes, dans une région chaude et humide faisant partie du bassin amazonien.

### Limites administratives
Le périmètre urbain de la municipalité de Florencia occupe une superficie de 1 456 hectares, répartie en 174 quartiers réunis en quatre communes. Le périmètre rural englobant les sept districts de la municipalité s'étend sur plus de 2 200 km2. Les sept districts qui composent la municipalité sont Danubio, San Pedro, Santo Domingo, El Caraño, Orteguaza, Venecia et San Martín.
Limites de Florencia :
- nord : département de Huila ; municipalité de La Montañita ;
- nord-est : La Montañita ;
- nord-ouest : département de Huila ;
- est : La Montañita ;
- ouest : département de Huila ; municipalité de Belén de los Andaquíes ;
- sud : Morelia ;
- sud-est : Milán ;
- sud-ouest : Belén de los Andaquíes ; Morelia[2].

### Climat
Le climat de Florencia est un climat tropical humide sans saison sèche ni froide.
| Mois                     | jan.  | fév.  | mars  | avril | mai   | juin | jui.  | août  | sep.  | oct.  | nov.  | déc.  | année |
| ------------------------ | ----- | ----- | ----- | ----- | ----- | ---- | ----- | ----- | ----- | ----- | ----- | ----- | ----- |
| Température moyenne (°C) | 27,5  | 27    | 26,5  | 26    | 26    | 25   | 25    | 25,5  | 26    | 26,5  | 26,5  | 27    | 26,5  |
| Ensoleillement (h)       | 162,9 | 114,5 | 106,1 | 91,5  | 110,5 | 93,1 | 101,1 | 122,2 | 137,1 | 143,5 | 148,8 | 174,6 | 1 506 |
| Précipitations (mm)      | 104   | 189   | 182   | 391   | 467   | 495  | 449   | 347   | 308   | 298   | 236   | 133   | 3 599 |
| Humidité relative (%)    | 80    | 81    | 84    | 85    | 86    | 87   | 87    | 85    | 84    | 83    | 83    | 82    | 84    |

### Voies de communication et transports
Florencia possède un aéroport (code AITA : FLA).
La municipalité dispose en outre d'un port fluvial, nommé Puerto Arango sur le Río Orteguaza, un sous-affluent de l'Amazone. Situé près du village de Venecia, un noyau de 500 personnes s'est créé autour du port, vivant de l'activité portuaire. Les principales marchandises qui y transitent sont le bois, le bétail et les produits agricoles, destinés à Milán, Solano, La Tagua, Puerto Leguízamo et Araracuara. Situé à 15 kilomètres du centre urbain, le port essaye de développer son activité touristique par le biais d'un ferry destiné aux touristes.

## Toponymie
Florencia est la forme espagnole du nom propre issu du latin Florens, lui-même dérivé du verbe latin florere, fleurir. La forme antique en italien est Florentia, converti par l'usage en Fiorenza et finalement en Firenze (Florence). La ville est ainsi nommée en l'honneur de Paolo Ricci, un citoyen italien originaire de la ville de Florence, qui était, en 1902, lié à la compagnie de caoutchouc à l'origine de la ville.

## Histoire

### Période précolombienne
Avant la conquête espagnole, les terres de Florencia ont été occupées par de nombreux groupes indigènes, dont plusieurs existent toujours. On retrouve ainsi les Andakí (es), les Uitoto et les Coreguaje, qui ont traditionnellement habité les bords du río Orteguaza. Le legs culturel de ces peuples se retrouve partiellement via les pétroglyphes principalement situés sur le site El Encanto, qui s'étend des abords de la ville à Morelia. Ces représentations lacustres, qui étaient cachées sous terre, ont été de nouveau visibles à la suite d'une crue du río Hacha (es) en 1962.

### Fondation
Florencia est fondée le 25 décembre 1902 par le père Doroteo de Pupiales (1876-1959), missionnaire capucin, et originaire de la ville de Pupiales (Département de Nariño). Il rapporte à ses supérieurs que le lieu où se trouve l'entreprise de caoutchouc Pizzaro est un bon endroit pour fonder une ville. Vers 1908-1909, un autre moine dresse de nouveaux plans d'urbanisme de la ville et fixe le parc Santander comme le centre de la ville.
En 1912, Florencia est élevée au rang de municipalité et est dotée par le gouvernement central d'une organisation administrative et territoriale, notamment en nommant le premier maire de la ville, Isaïe Cerquera. Durant cette période, la première route vers le département de Huila pour le transit du caoutchouc est ouverte, route qui est modernisée en 1932 et intégrée à la route Garzón - Guadalupe - Florencia afin d'acheminer les troupes sur les lieux d'un conflit entre le Pérou et la Colombie portant sur la forêt amazonienne.
En 1916, l'évêque Garzón Esteban Roja promeut la construction d'un temple afin de remplacer la petite chapelle existante. Sa construction, réalisée sous les ordres du maître d’œuvre Manuel Borrero, un maçon de Garzón, débute le 20 juillet 1916 et l'inauguration est effectuée le 19 juillet de l'année suivante.

### Du milieu duXXesiècleà nos jours
Le 14 mars 1950, est créée l'administration nationale de Caquetá et Florencia est désignée comme capitale. Dans les années 1950, l’alphabétisation de la population se développe par l'encouragement et la création de nouvelles écoles tenues par les religieux. Durant cette période, la démographie ainsi que de nouveaux quartiers progressent par le fait de l'arrivée de migrants qui fuient les violences dans le centre du pays.
En 1981, le département de Caquetá est créé, et Florencia en devient la capitale. Une tentative de prise de contrôle de la ville par le groupe armé M-19, repoussé par l'armée colombienne, est mise en échec. Dans les années et décennies suivantes, la ville s’embellit au niveau urbain et architectural par le biais de la construction de nombreux édifices (hôtel de ville, tour Jorge Eliécer Gaitán, bâtiment du gouvernement de Caquetá...), la construction de nouveaux quartiers et le développement d'infrastructures urbaines (pont, trottoirs, centre commercial).

## Politique et administration

### Organisation administrative
Florencia est une municipalité de troisième catégorie et est identifiée selon le DANE par le code 18001. L'alcade de Florencia est le chef du gouvernement et de l'administration municipale ; il est également le représentant juridique, judiciaire et extrajudiciaire de la ville. Il est élu pour une période de quatre ans par suffrage universel direct. Il a sous sa responsabilité les secrétariats et les institutions municipales dont les principaux dirigeants sont nommés par ses soins.

### Liste des maires

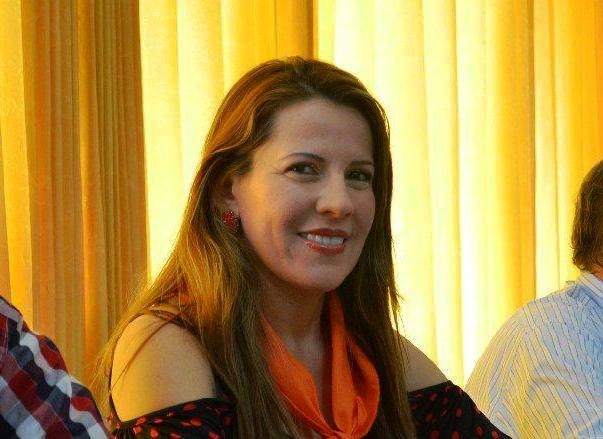
, actuelle maire de Florencia.

Le premier maire de Florencia, Isaías Cerquera, est nommé par le gouvernement national via le décret no 642 du 17 juin 1912 attribuant le statut de municipalité à Florencia.
| Période                                  | Période  | Identité                         | Étiquette     | Qualité |
| ---------------------------------------- | -------- | -------------------------------- | ------------- | ------- |
| Les données manquantes sont à compléter. |          |                                  |               |         |
| 1988                                     | 1990     | Carlos Alberto Beltrán Herrera   |               |         |
| 1990                                     | 1992     | José Constantino Arias Arias     |               |         |
| 1992                                     | 1993     | Néstor Javier Bahos Melo         |               |         |
| 1993                                     | 1994     | Rafael Eduardo Peña Torres       |               |         |
| 1995                                     | 1997     | Héctor Orozco Orozco             |               |         |
| 1998                                     | 2000     | Lucrecia Murcia Lozada           |               |         |
| 2001                                     | 2003     | Álvaro Pacheco Álvarez           |               |         |
| 2004                                     | 2007     | Arnoldo Barrera Cadena           |               |         |
| 2008                                     | 2011     | Gloria Patricia Farfán Gutiérrez | MNA           |         |
| 2011                                     | 2011     | Óscar Vásquez Arias              | PSUN          |         |
| 2012                                     | En cours | María Susana Portela (es)        | Parti de la U |         |

## Population et société

### Démographie
Florencia atteint en 2012 une population de 163 323 habitants contre 96 247 recensés en 1993. En 2005, selon les chiffres du DANE, la population était de 137 896 habitants, soit une densité de 68 hab/km2 et concentrant plus de 34 % de la population du département du Caquetá. Sur ce total, plus de 120 000 personnes vivent en milieu urbain alors que plus de 17 000 personnes vivent dans les aires rurales. Toujours en 2005, 41 % de la population est né dans un autre lieu, l'analphabétisme représente 8,9 % de la population de plus de 5 ans, 38,3 % ont une éducation scolaire primaire, 19,6 % une éducation scolaire secondaire et 9,5 % une éducation supérieure.
| 1951   | 1964   | 1973   | 1985   | 1993   | 2005    |
| ------ | ------ | ------ | ------ | ------ | ------- |
| 25 129 | 30 445 | 49 101 | 87 542 | 96 247 | 137 896 |

Selon les chiffres du DANE lors du recensement de 2005, la composition ethnographique de la municipalité est :
- métis et blancs : 95,9 % ;
- Afro-colombiens : 3,3 % ;
- indigènes (principalement issus des ethnies Coreguaje et Emberá-Katío) : 0,8 %.

## Économie
La ville de Florencia est le principal centre d'activité économique du sud-est du pays. Elle compte plusieurs sièges de grandes entreprises agro-industrielles et possède la plus grande présence d'institutions financières à travers l'Amazonie colombienne. Le secteur du commerce représente un segment important de son économie, cela étant mis en évidence par la présence de grands complexes commerciaux.
L'activité agricole de la municipalité se concentre essentiellement autour de l'élevage bovin, ce qui permet d'avoir de la viande ou encore des produits laitiers, et d'Exploitations agricoles dans les cultures permanentes telles que les bananes, le manioc et le café.

## Culture locale et patrimoine

### Lieux et monuments
- Pétroglyphes du site d'El Encanto, sur la rive gauche du Río Hacha.
- Maison communautaire indigène Uitoto, à 5 km du centre de Florencia.
- Immeuble Curiplaya, déclaré Bien culturel de caractère national depuis 2000 et devenu Palais de la culture et des arts de l'Amazonie.
- Place Pizarro, principal point de rencontre dans Florencia.
- Arènes de Santo Domingo

### Personnalités liées à la municipalité
- Iván Márquez (1955-) : homme politique et guérillero né à Florencia.
- Arley Arias García (1972-2002) : prêtre assassiné à Florencia.